# IC 1373
IC 1373 је лентикуларна галаксија у сазвјежђу Водолија која се налази на листи објеката дубоког неба у Индекс каталогу.
Деклинација објекта је + 1° 5' 35" а ректасцензија 21h 20m 37,1s. Привидна величина (магнитуда) објекта IC 1373 износи 14,5 а фотографска магнитуда 15,5. IC 1373 је још познат и под ознакама MCG 0-54-13, CGCG 375-29, NPM1G +00.0565, PGC 66589.